# Rejon orłowski

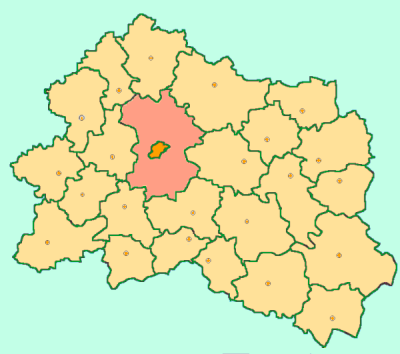
położenie rejonu w obrębie obwodu orłowskiego

Rejon orłowski, ros. Орловский район – rejon w zachodniej Rosji, w obwodzie orłowskim.

## Położenie
Rejon, tak jak cały obwód orłowski leży we wschodniej Europie, na terenie Wyżyny Środkoworosyjskiej.
Rejon orłowski leży w środkowo-zachodniej części obwodu orłowskiego.

## Powierzchnia
Rejon ma powierzchnię 1,720 km².
Teren ten stanowi niewysoka wyżyna, stanowiąca część Wyżyny Środkoworosyjskiej. Powierzchnię rejonu stanowią głównie grunty orne i lasy, złożone przede wszystkim z drzew liściastych z niewielką domieszką gatunków iglastych, które zawierają także gatunki roślin typowe dla obszarów lasostepu. Na terenie rejonu występują także skupiska roślinności stepowej.
Przez obszar rejonu przepływają liczne drobne rzeczki i strumienie, stanowiące dopływy głównej rzeki regionu – Oki. Największymi spośród nich są; Orlik, Rybnica i Niepołod.

## Ludność
W rejonie zamieszkuje ok. 66 tys. osób; liczba ta w ostatnich latach spada w wyniku niskiego przyrostu naturalnego i emigracji zarobkowej do innych regionów Rosji, najczęściej dużych miast, zwłaszcza Moskwy.
Ponieważ wyjeżdżają głównie ludzie młodzi, średnia wieku mieszkańców rejonu jest dość wysoka.
80% populacji rejonu stanowi ludność wiejska, gdyż jakkolwiek na terenie tej jednostki podziału terytorialnego znajduje się ponad 330-tysięczne miasto obwodowe Orzeł, stanowiące ośrodek administracyjny rejonu – to nie wchodzi w skład tej jednostki podziału administracyjnego, zaś jedynym osiedlem typu miejskiego w rejonie jest Znamienka.
Niemal całą populację rejonu stanowią Rosjanie. Większość ludności wyznaje prawosławie, istnieje także spora liczba niewierzących, pozostała po okresie przymusowej ateizacji za czasów Związku Radzieckiego.
Gęstość zaludnienia w rejonie wynosi 38,4 os./km².

## Stolica i ośrodki osadnicze
Ośrodkiem administracyjnym jest miasto Orzeł. Administracyjnie nie wchodzi ono jednak w skład rejonu i stanowi miasto wydzielone.
Poza nim na obszarze tej jednostki podziału administracyjnego znajduje się osiedle typu miejskiego – Znamienka, licząca 12.035 mieszkańców (1 stycznia 2005 r.), a także 265 innych punktów osadniczych – większych i mniejszych wsi, liczących od kilku do kilkuset mieszkańców.

## Gospodarka
Gospodarka rejonu, po rozpadzie ZSRR pogrążona jest w kryzysie.
Podstawowymi źródłami utrzymania dla mieszkańców rejonu jest praca w rolnictwie, przemyśle i usługach.
Głównym centrum gospodarczym i ośrodkiem przemysłowym na terenie rejonu jest jego stolica – miasto Orzeł, nie wchodzi ono jednak w skład rejonu.
Także w innych większych ośrodkach osadniczych na terenie rejonu, m.in. w Znamience znajduje się drobny przemysł spożywczy, który stanowią niewielkie zakłady, zatrudniające po kilka – kilkanaście osób (jak piekarnie czy masarnie), produkujące głównie na rynek lokalny, a także niewielki przemysł włókienniczy (jak szwalnie), olejowy i budowlany.
Duże znaczenie w gospodarce rejonu odgrywa rolnictwo, któremu sprzyjają korzystne warunki klimatyczne i glebowe. Najczęściej uprawiane są zboża, głównie kukurydza i pszenica, w mniejszym stopniu żyto, a także konopie siewne, buraki cukrowe, rośliny pastewne oraz ziemniaki i warzywa, a także, na niewielką skalę – owoce.
Chów i hodowla obejmuje głównie bydło domowe i trzodę chlewną, a także drób, a w mniejszym zakresie – owce i kozy.

## Rys historyczny
Historia ziem wchodzących w skład rejonu orłowskiego jest zbieżna z historią całego obwodu orłowskiego. Jako odrębna jednostka administracyjna rejon został utworzony w 1928 roku.

## Klimat
W rejonie panuje klimat umiarkowany ciepły, o charakterze kontynentalnym.
Zima jest niezbyt długa i dość ciepła (średnia temperatura stycznia to ok. –7 °C), zaś lato długie i ciepłe (średnia temperatura lipca to nieco ponad +19 °C).
W rejonie notuje się dość wysoki poziom opadów, głównie w postaci deszczu, którego największe nasilenie przypada na czerwiec.